# أوفو

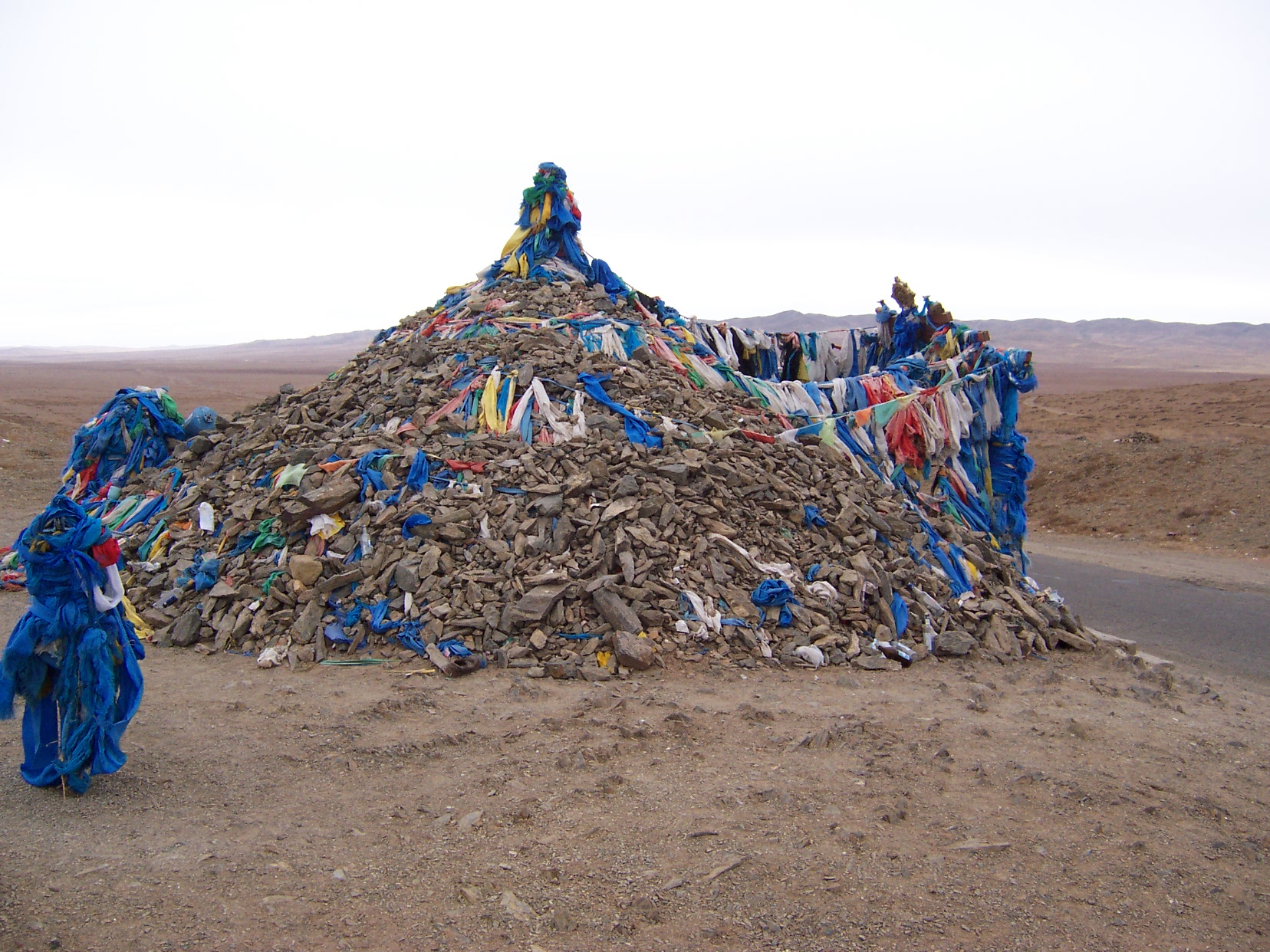
أوفو

يُعَد ([0] كومة) الأوفو  نوعاً من الركام الشامانى الذي يمكن العثور عليه بمنغوليا. وعادة ما يُصنَع من الصخور أو من الأخشاب.و غالبا ما يوجد الأوفو أعلى الجبال والأماكن المرتفعة مثل الممرات الجبلية. ويستخدم، في الأساس، كمواقع دينية لعبادة الجبال والسماء، وكذلك في الاحتفالات البوذية، كما يُستخدم الغالبية الأخرى كمعالم أثرية. أما في المواقع غاية في الشهرةً، تجد الأوفو في مجموعات كثلاثة عشر كومة من الأوفو على سبيل المثال.
ومن العادات، عند السفر، أن تتوقف عند الأوفو وتدور حوله ثلاث مرات في اتجاه عقارب الساعة لضمان الأمان في الرحلة. وعادة ما يتم انتقاء الصخور من الأرض وإضافتها إلى الركام. كما يمكن للمرء أن يترك قرابين في شكل حلويات أو مال أوحليب أو حتى فودكا. وإذا كان أحد في عجلة من امره أثناء السفر، وليس لديه الوقت ليتوقف عند أوفو، فيكفى أن يُطلِق نفير السيارة عند مروره بالأوفو.
كما يُستخدم الأوفو في مراسم عبادة كلاً من الجبال والسماء، والتي غالباً ما تجرى في نهاية الصيف. ويقوم المصلين بتثبيت فرع شجرة أو عصا في الأوفو، وربط خداج، وهو وشاح مصنوع من الحرير يستخدم في المراسم ويرمز إلى السماء الواسعة وتِنجر روح السماء، أو ربط تنجرى بفرع الشجرة. وبعد ذلك يقومون بإشعال النار وتقديم القرابين الغذائية، تليها رقصة احتفالية وصلوات (حيث يجلس المصلون في الجانب الشمالي الغربي للأوفو)، ووليمة من الطعام المتبقى من القرابين.
و في الفترة التي كانت منغوليا فيها تحت الحكم الشيوعى، تم حظر عبادة الأوفو رسمياً، ولكن ظل الناس يعبدونه سراً.

## انظر أيضا

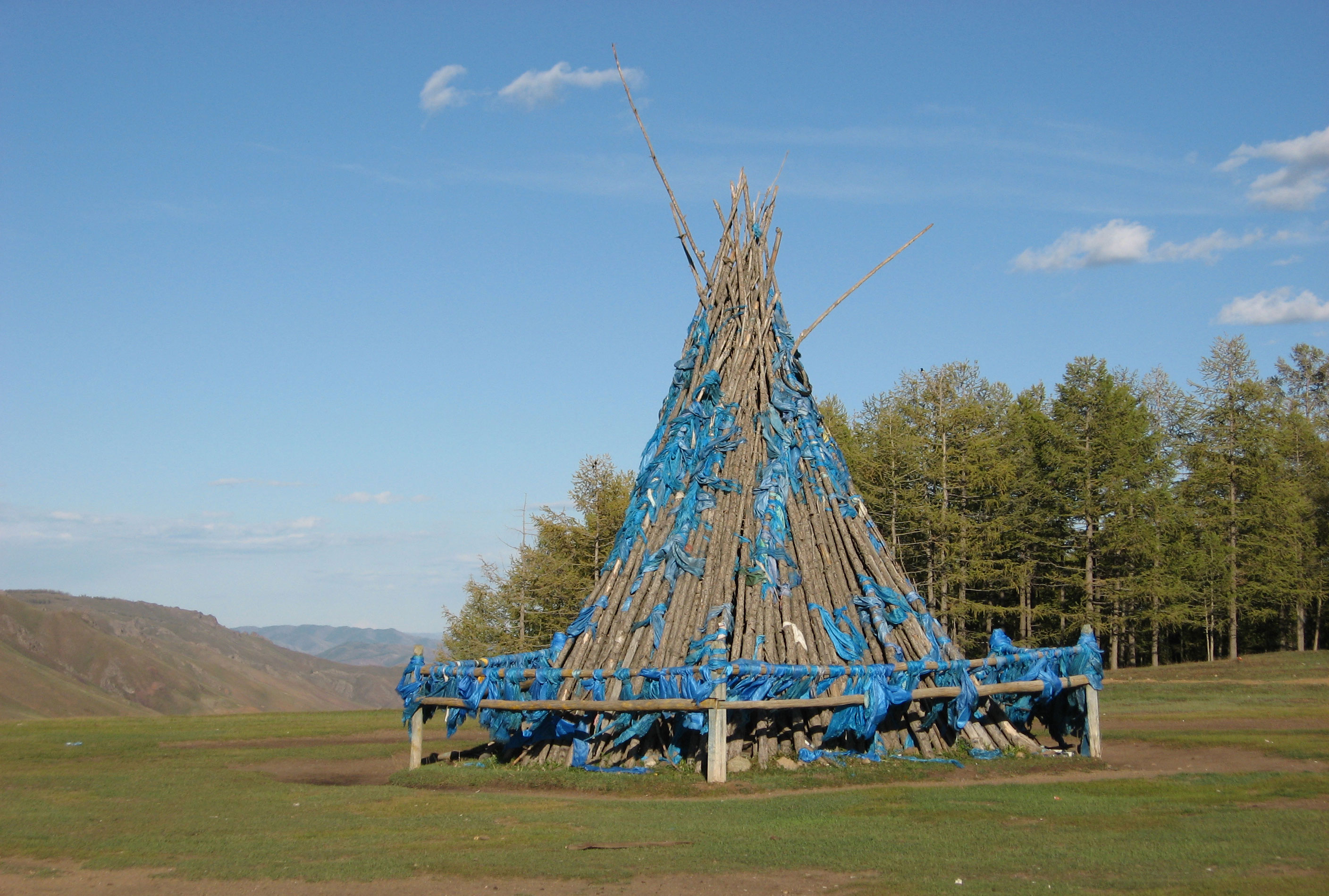
أوفو شهير في شمال منغوليا

## وصلات خارجية
- ثقافة منغوليا
- القبيلة الفضية
- هذه منغوليا
- أركمة الأوفو في المنغولية البوذية.
- تقرير مرئي في السنة القمرية لمنغوليا عام 2007 (تسجان سار) عند الأوفو الذي يُعرَف بخيمورين.
- تحالف الديانات والتحفظ
- صورة لأوفو بجابه، على الأرض، تسع جماجم أحصنة.
- Tengerism.org تقاليد سيبيريا ومنغوليا الشامانية.